# ثحاحة
ثَحَّاحَة (الاسم العلمي: Melasphaerula ramosa)، جنس نباتات مُزهرة من فصيلة السوسنية. تم وصفها لأول مرة على أنها جنس في عام 1803. لا يوجد سوى نوع واحد معروف في جنس الثحاحة، ثحاحة نجيلية، موطنها ناميبيا ومقاطعة الكاب في جنوب أفريقيا.